# Берман, Феликс Соломонович
Феликс Соломонович Берман (7 июля 1932, Одесса — 9 мая 2001, Москва) — российский театральный режиссёр, педагог, драматург.

## Биография
Родился в Одессе. Отец — Соломон Менашевич Берман (1903—1966), инженер. Мать — Шпринцин Ида Григорьевна (1906—1972), врач. Из эвакуации семья вернулась в Кишинёв, где Феликс Берман в 1950 году окончил среднюю школу.
В 1955 году окончил экономический факультет ЛГУ.  В 1962 году  режиссёрский факультет ГИТИСа имени А. В. Луначарского. Профессор курса Н. М. Горчаков, Н. В. Петров.
С 1956 по 2001 годы преподавал и ставил спектакли в разных театрах страны: Владимире, Кирове, Иваново, Хабаровске, Магадане, Томске, Челябинске и др.

## О творчестве
"Режиссёр Феликс Берман — воинствующий приверженец маргинальной, теневой традиции, которая для русского театра стала чем-то вроде вытесненного комплекса.
Статья Алперса «Конец эксцентрической школы», написанная в 1936 году, звучала как приговор всем «вывертам» — аттракционам! — годов двадцатых, всей этой, как любил говорить Фореггер, « циркизации» театра и жизни. Борис Владимирович Алперс был выдающимся критиком, и если он что-то отвергал, то отвергал страстно. Возможно, он был искренне убежден, что экспцентризм исчерпал себя естественным образом. Как формальное, сугубо «представленческое» направление. На самом же деле это направление было просто задушено.
В 60-е интерес к нему стал пробуждаться, как и вообще к искусству полузапретных 20-х. Для кого-то это было лишь модным поветрием, кто-то пришёл к критическому осмыслению революционной стихии авангарда. Берман же, будто повинуясь некоему генетическому коду, вроде как сам человек 20-х годов, одинокий преемник, одинокий заложник той эпохи, её метафорического и, главное, альтернативного сознания.
Отсюда эта апология игры, энтузиазма как такового. Отсюда непререкаемый пафос взрывчатого, вздрюченного — и в то же время органического для него — существования.
Виктор Калиш, видевший много
спектаклей Бермана, считает, что он едва ли не первым в нашем театре обратился к такой проблеме, как человеческие комплексы. Это воспринимали как странность, иной раз даже как непристойность, как сексуальную озабоченность. Между тем, по
словам того же Калиша, не случайно Берман сохраняет трогательное отношение к Эфросу, чей творческий почерк вроде бы не должен быть ему близок. Эксцентризм Бермана неотъемлем от его лирического, я бы сказал, наивно-романтического
жизнеощущения, выражаемого, однако, с какой-то пугающей наступательностью. Сама его манера говорить, как бы исключает для собеседника возможность сохранять нейтралитет относительно той энергии, которой фонтанирует этот человек.
Поддерживать в себе такой же, как у него, градус внутренней эмоциональности почти невозможно. Но у меня такое чувство, что если этого не делать, то есть если он заметит, что вы этого не делаете, вы можете тем самым его рассердить,
обидеть, ранить.
Чего ужасно не хочется…».
Валерий Семеновский. Журнал «Театр» № 2, 2001, С.64.
Феликс Берман умер 9 мая 2001 года. Урна с прахом захоронена в колумбарии на Ваганьковском кладбище.
ГОРЬКАЯ ВЕСТЬ. «Умер режиссёр. Без званий.
Без наград. Режиссёр-постановщик. До последней секунды жизни — Режиссёр.
До последней капли крови, как сказали бы во время войны. Он жил в мирное время.
В наше. Когда вроде бы жизни не отдают. Если ты не солдат. Он не был солдатом.
А жизнь отдал. Театру. Феликс Берман боготворил Театр. Так, как может это
делать человек, пришедший в театр не из театра, а из жизни. Он был очень
талантливым режиссёром с нечеловеческой энергией, с очень трудной, но и
прекрасной судьбой. И с очень печальным концом. Его сердце не выдержало его
энергии. Города и годы. Годы и города. Сколько городов в России его знали, его
ждали, его любили!
Это была настоящая, нехоленая, нестоличная
режиссёрская жизнь. Хотя был он абсолютно столичным, я бы сказал, европейским,
человеком. Умер настоящий, искренний, честный, исключительно остро чувствующий
профессиональное и человеческое достоинство, режиссёр Феликс Берман. И мы, его
коллеги и товарищи, низко кланяемся его памяти».
Леонид ХЕЙФЕЦ. Журнал „Экран и сцена“, 17 (587),2001.

## Спектакли
Поставлено около 150 спектаклей, среди них
- 1962 — Москва. «Четвертый». Константин Симонов. Литературный театр ВТО. Худ. Т. Сельвинская.
- 1964 — Москва. «Блуждающие звезды» по Шолом-Алейхему. Москонцерт. Худ. Т. Сельвинская.
- 1965 — Москва. «Аттракционы». А. Володин. Театр Ленком. Худ. Т. Сельвинская.
- 1966 — Москва. «На дне». М. Горький. Студенческий театр МГУ. Худ. С. Бенедиктов.
- 1974 — Москва. «Заколдованный портной» по Шолом-Алейхему. Еврейский Ансамбль. Москонцерт. Художник Григорий Перкель.
- 1976 — Киров. «Тени». М. Салтыков- Щедрин. Кировский драматический театр им. С.Кирова. Худ. Т. Сельвинская.
- 1977 — Иваново. «Власть тьмы». Лев Толстой. Ивановский областной драматический театр. Худ. Т. Сельвинская.
- 1977 — Москва. «Левша» по Н. Лескову. Институт им. Гнесиных.
- 1978 — Киров.  «Кошка, которая гуляла сама по себе». Р. Киплинг. Кировский государственный ТЮЗ им. Н. Островского. Худ. О. Кулагина.
- 1978 — Москва. «Р. В. С.». А. Гайдар. Центральный театр Советской Армии. Худ. Т. Сельвинская.
- 1978 — Хабаровск. «Ричард III». В. Шекспир. Хабаровский краевой ТЮЗ. Худ. Ф. Берман и Е. Сенатова.
- 1980 — Магадан. «Господин Пунтилла и его слуга Матти». Б. Брехт. Магаданский музыкально — драматический театр им. М. Горького. Худ. Т. Сельвинская.
- 1980 — Владимир. «Обезьяна с коричневых островов». Л. Фейхтвангер. Владимирский областной театр драмы им. А. В. Луначарского.
- 1980 — Владимир. «Бонжур, Эдит Пиаф!» По Ж. Кокто («Человеческий голос»). Владимирский областной театр драмы им. А. В. Луначарского. Худ. И. Четвертков.
- 1981 — Москва. «Счастливые нищие». К. Гоцци. Московский драматический театр им. К. С. Станиславского. Худ. К. Шимановская.
- 1982 — Махачкала. «Цилиндр». Эдуардо де Филиппо. Дагестанский государственный русский драматический театр им. М. Горького. Худ. Э. Путерброт. и Э. Алиева.
- 1982 — Ташкент.  «Процесс из-за тени осла». Ф. Дюрренматт. Академический русский драматический театр Узбекистана им. М. Горького. Худ. И. Кислицин. Костюмы — К. Шимановская.
- 1982 — Томск. «Тот, кто получает пощечины». Леонид Андреев. Томский Областной Театр Драмы. Худ. Ф. Берман. Костюмы — О. Мартьянова.
- 1983 — Петрозаводск. «Горе от ума». А. Грибоедов. Государственный Финский Драматический театр. Худ. К. Шимановская.
- 1983 — Томск. «Сверчок на печи». Ч. Диккенс. Томский Областной Театр Драмы. Худ. И. Гансовская и О. Маяцкий.
- 1986 — Горький. «Бешеные деньги». А. Островский. Горьковский государственный академический театр Драмы им. М. Горького. Худ. А. Великанов.
- 1984 — Иваново. «Она в отсутствие любви и смерти». Э. Радзинский. Ивановский областной драматический театр. Худ. А. Великанов.
- 1984 — Иваново. «Испанский священник». Дж. Флетчер. Ивановский областной драматический театр. Худ. А. Великанов.
- 1984 — Челябинск. «Крестики-нолики». А. Червинский. Челябинский государственный ТЮЗ. Худ. Н. Бахвалова.
- 1984 — Нижний Тагил. «Синее небо, а в нём облака». В. Арро. Нижнетагильский Драматический Театр им Д. Мамина — Сибиряка. Худ. А. Великанов.
- 1985 — Иваново. «Зинуля». А. Гельман. Ивановский Областной Драматический театр. Худ. А. Великанов.
- 1985 — Горький. «Модели сезона». Генрих Рябкин. Горьковский государственный академический театр Драмы им. М. Горького. Худ. А. Великанов.
- 1986 — Горький. «Бешеные деньги». А. Островский. Горьковский государственный академический театр Драмы им. М. Горького. Худ. А. Великанов.
- 1986 — Фрунзе. «Костюмер». Р. Хервуд. Государственный академический русский театр Драмы им. Ч. Айтматова. Худ. Г. Белкин.
- 1986 — Петропавловск-Камчатский. «Бесплодные усилия любви». У. Шекспир. Камчатский краевой театр Драмы и Комедии. Худ. А. Великанов.
- 1987 — Омск. «Афинские ночи». По произведениям Аристофана и Эврипида. Омский государственный академический театр Драмы. Худ. — Заслуженный художник РСФСР Светлана Ставцева.
- 1991 — Петропавловск- Камчатский. «Опасные связи». Шодерло де Лакло. Камчатский краевой театр Драмы и Комедии. Худ. Л. Беспальчая. Костюмы — Вл. Колтунов.
- 1992 — Пенза. «С а д». Йосеф Бар-Йосеф. Пензенский областной Драматический Театр им. А. Луначарского. Худ. Любовь Цыбарева.
- 1994 — Новосибирск. «Любовь первая… Любовь последняя» («Последняя жертва»). А. Н. Островский. Новосибирский государственный драматический театр «Старый дом». Худ. Т. Спасоломская.
- 1994 — Томск. «Все кончено». Э. Олби. Томский областной театр Драмы. Худ. Н.Вагин.
- 1995 — Владивосток. «Иванов». А. П. Чехов. Приморский академический краевой драматический Театр им. М. Горького.
- 1997 — Москва. «Зеленая птичка». К. Гоцци. РАМТ. Худ. С. Бенедиктов, костюмы — К. Шимановская.
- 1998 — Норильск. «Пока она умирала». Н. Птушкина. Норильский Заполярный Театр Драмы им В. В. Маяковского. Худ. Т. Ногинова.
- 1999 — Владивосток. «Деревья умирают стоя». А. Касон. Приморский академический краевой Драматический Театр им. М.Горького. Худ. В. Колтунов.